# Cheng Fung
Cheng Fung (čínsky znaky tradiční 青鋒) je čínský fotbalový klub, který sídlí ve zvláštní správní oblasti Čínské lidové republiky Macao. Založen byl v roce 2013, letopočet vzniku je i v klubovém emblému. Klubové barvy jsou černá, modrá a bílá. Od sezóny 2017 působí v macajské nejvyšší fotbalové soutěži.
Své domácí zápasy odehrává na Estádio Campo Desportivo s kapacitou 16 272 diváků.

## Historické názvy
Zdroj: 
- 2013 – Cheng Fung

## Umístění v jednotlivých sezonách
Stručný přehled
Zdroj: 
- 2015: Campeonato da 3ª Divisão
- 2016: Campeonato da 2ª Divisão
- 2017– : Liga de Elite

Jednotlivé ročníky
Zdroj: 
Legenda: Z - zápasy, V - výhry, R - remízy, P - porážky, VG - vstřelené góly, OG - obdržené góly, +/- - rozdíl skóre, B - body, červené podbarvení - sestup, zelené podbarvení - postup, fialové podbarvení - reorganizace, změna skupiny či soutěže
| Macao (2015 – ) |                          |        |    |    |   |   |    |    |     |    |        |
| Sezóny          | Liga                     | Úroveň | Z  | V  | R | P | VG | OG | +/- | B  | Pozice |
| 2015            | Campeonato da 3ª Divisão | 3      | 11 | 9  | 1 | 1 | 44 | 9  | +35 | 28 | 2.     |
| 2016            | Campeonato da 2ª Divisão | 2      | 18 | 12 | 3 | 3 | 50 | 23 | +27 | 39 | 2.     |
| 2017            | Liga de Elite            | 1      | 18 | 5  | 8 | 5 | 34 | 42 | -8  | 23 | 5.     |
| 2018            | Liga de Elite            | 1      | 18 |    |   |   |    |    |     |    |        |